# Скандза
Скандза (на латински: Scandza) е името на Скандинавия според Гетика (За произхода и делата на гетите) на късноантичния римско-готски историк Йорданес от средата на 6 век.  Това име в източниците често е в различни варианти до Средновековието, докато се налага днешната форма Скандинавия. Някои учени допускат, че това е днешния остров Готланд.